# Крючков Микола Опанасович
Микола Опанасович Крючков (рос. Никола́й Афана́сьевич Крючко́в; 6 січня 1911, Москва, Російська імперія — 13 квітня 1994, Москва, Росія) — радянський і російський актор театру і кіно.
Народний артист СРСР (1965). Лауреат Сталінської премії I ступеня (1941). Герой Соціалістичної Праці (1980). Член КПРС з 1953 року.

## Життєпис
Микола в 14 років вступає у ФЗУ, де навчався на гравера-накатчіка, там же починає виступати в художній самодіяльності.
Театральний дебют відбувся в 1927 році у постановці «1905 рік». Першу роль в кіно актор зіграв у фільмі Бориса Барнета «Околиця», виконавши роль шевця Сеньки. За своє життя він зіграв понад 120 ролей.

### Приватне життя
Микола Крючков був чотири рази одружений. Перші дві дружини Крючкова були актрисами. З першою, Марією Пастуховою, актор познайомився на зйомках «Трактористів» (син Борис), з другою, Аллою Парфаньяк, на зйомках «Небесного тихохода» (син Микола). Обидві на момент знайомства з Крючковим були ще студентками.
Третя дружина Крючкова, заслужений майстер спорту Зоя Кочановська, загинула на очах у чоловіка. Її збила машина. Трагедія сталася в Ленінграді і Крючков сам перевозив труну в літаку до Москви.
Через два роки Крючков одружився в останній раз. Його обраницею стала тридцятирічна асистентка режисера Лідія Миколаївна Крючкова, з якою він познайомився на чергових зйомках. Вони прожили разом до самої смерті актора. У них народилася дочка Ельвіра.

## Нагороди та премії
- Сталінська премія першого ступеня (1941) — за виконання ролі Клима Ярко у фільмі «Трактористи» (1941)
- Герой Соціалістичної Праці (1980)
- Народний артист СРСР (1965)
- Народний артист РРФСР (1950)
- Заслужений артист РРФСР (1942)
- Два ордени Леніна
- Орден Жовтневої Революції
- Три ордени Трудового Червоного Прапора (у тому числі і за виконання ролі Тарасова у фільмі «На кордоні» (1938) (указ 1.2.1939)
- Орден Червоної Зірки

## Фільмографія
- 1932 — Горизонт — партизан
- 1933 — Околиця — швець Сенько Кадкін
- 1933 — Окремий випадок — Андрій Журба
- 1935 — Любов і ненависть — Міша, шахтар, чоловік Віри
- 1935 — У самого синього моря — Олександр
- 1937 — Повернення Максима — солдат у вагоні
- 1937 — За радянську Батьківщину — Юкка
- 1937 — Глюкауф — Сенько Прудников
- 1937 — Черемиш, брат героя — Климентій Черемиш
- 1937 — Два командири
- 1937 — Тайга золота — товариш Мраморова
- 1938 — Виборзька сторона — погромник винного складу
- 1938 — Комсомольськ — Андрій Сазонов
- 1938 — На кордоні — Тарасов
- 1938 — Людина з рушницею — Сидоров
- 1939 — Трактористи — Клим Ярко
- 1939 — Член уряду — Микита Соколов
- 1939 — Станиця Дальня — козак Михайло
- 1939 — Щорс — есер
- 1939 — Велике життя
- 1939 — Ніч у вересні — Степан Кулагін
- 1940 — Яків Свердлов — Трофімов
- 1941 — У тилу ворога
- 1941 — Свинарка і пастух — Кузьма Петров
- 1941 — Салават Юлаєв — Хлопуша
- 1942 — Антоша Рибкін — командир підрозділу
- 1942 — Котовський — Кабанюк і засмаги
- 1942 — Хлопець з нашого міста — Сергій Луконін
- 1943 — В ім'я Батьківщини — Сафонов
- 1943 — Фронт — Сергій Горлов
- 1944 — Малахів курган — Лихачов
- 1945 — Небесний тихохід — Булочкін
- 1947 — Світло над Росією
- 1948 — Три зустрічі
- 1949 — Зірка — сержант Мамочкін
- 1949 — Сталінградська битва — полковник Іванов
- 1949 — Щасливий рейс — Синичкин
- 1950 — Вогні Баку
- 1950 — Щедре літо — Назар Проценко
- 1951 — Спортивна честь
- 1952 — Максимко — боцман Матвєїч
- 1953 — Садко — Омелян Данилович
- 1954 — Море студене — Олексій Хімов
- 1954 — Тривожна молодість — Сергушин
- 1954 — «Богатир» йде в Марто — Плошкін, старший матрос
- 1955 — Справа Румянцева — диспетчер Корольков
- 1956 — Безсмертний гарнізон — Кухарьков
- 1956 — Сорок перший — комісар Євсюков
- 1957 — Всього дорожче — Федір Костомаров
- 1957 — Дивовижна неділя
- 1957 — Поет — Царьов
- 1957 — Ленінградська симфонія
- 1958 — Матрос з «Комети»
- 1958 — Над Тисою — Скібан
- 1958 — Юність наших батьків
- 1959 — Балада про солдата — генерал
- 1959 — Жорстокість — начальник карного розшуку
- 1959 — Травневі зірки — сержант
- 1959 — 1961 — Піднята цілина
- 1960 — Додому — голова
- 1960 — Яша Топорков
- 1961 — Оленка — Роман Семенович
- 1961 — Роки дівочі
- 1961 — Йду до вас!.. — Рева, боцман
- 1962 — Гусарська балада — Іван
- 1962 — Суд — Семен Тетерін
- 1962 — Капронові сіті — Іван Захарович, батько Бориса
- 1963 — Великий фітиль — голова колгоспу
- 1964 — Місто — одна вулиця — міліціонер
- 1964 — Одруження Бальзамінова — Неуеденов
- 1964 — Жили-були старий зі старою — директор радгоспу
- 1964 — День щастя — батько Ріти
- 1964 — До мене, Мухтаре!
- 1965 — Комеск — комеск
- 1965 — Дайте книгу скарг — Микола Іванович
- 1966 — По тонкому льоду — Парокінний
- 1966 — Дядечків сон — Москальов
- 1967 — Гнізда — Овсій
- 1967 — Доктор Віра — Насєдкін
- 1968 — Один шанс із тисячі — Двигунський
- 1968 — Далеко на заході — Іван Захаров
- 1968 — День ангела — старпом
- 1968 — Служили два товариші
- 1969 — Золото — лісник
- 1971 — Морський характер — Помпей Юхимович
- 1971 — Телеграма — генерал
- 1971 — Великі перегони — Касьян Кузьмич, машиніст
- 1973 — Адреса вашого будинку — Панас Байда
- 1973 — Справа була, так!?. — Омелян Солодовников
- 1975 — Коли настає вересень — підполковник Іванов
- 1975 — Городяни — шофер Батя
- 1976 — Сімдесят два градуси нижче нуля — Іван Гаврилов
- 1977 — Ти іноді згадуй — Герасим Васильович
- 1978 — Мій друг дядько Ваня — дядя Ваня
- 1978 — Оксамитовий сезон — Бур, капітан теплохода
- 1979 — Осінній марафон — дядя Коля
- 1982 — Без року тиждень — капітан Яруга
- 1983 — Особливо важливе завдання — Панченко
- 1983 — Людина на полустанку — Прохор Тимофійович Афанасьєв
- 1983 — Дамське танго — Платон
- 1985 — Битва за Москву — старий
- 1986 — Вірую в любов
- 1986 — Досьє людини в «Мерседесі» — батько Світлани
- 1987 — Перша зустріч, остання зустріч — пристав
- 1987 — Згадаємо, Товаришу
- 1989 — Сталінград — старий капітан
- 1991 — Цар Іван Грозний
- 1993 — Ангели смерті — старий капітан
- 1993 — Трагедія століття — старий капітан